# 119 км (зупинний пункт, Полтавська дирекція Південної залізниці)
119 кіломе́тр — пасажирський залізничний зупинний пункт Полтавської дирекції Південної залізниці.
Розташований біля села Гиряві Ісківці, Лохвицького району, Полтавської області на лінії Бахмач-Пасажирський — Лохвиця між станціями Юсківці (5 км) та Сула (5 км).
Станом на березень 2020 року щодня по 119 пункту зупиняються три пари дизель-потягів за напрямком Бахмач-Пасажирський/Ромни — Ромодан.